# هان بو-روم
هان بو-روم (کره‌ای: 한보름؛ زادهٔ کیم بو-روم در ۱۲ فوریه ۱۹۸۷) بازیگر اهل کره جنوبی است. از آثاری که آنها ایفای نقش کرده‌است می‌توان به رؤیای بلند و خاطرات الحمرا اشاره کرد.

## فیلم‌شناسی

### مجموعه‌های تلویزیونی
| سال       | عنوان                                           | نقش                               | شبکه             |
| --------- | ----------------------------------------------- | --------------------------------- | ---------------- |
| ۲۰۱۱      | رؤیای بلند                                      | ها سو-هیون                        | کی‌بی‌اس۲          |
| ۲۰۱۳      | قابلمه‌های طلا                                   | لی مین-آه                         | ام‌بی‌سی           |
| ۲۰۱۳      | خورشید ارباب                                    | هانا براون/چا هی-جو               | اس‌بی‌اس           |
| ۲۰۱۳      | دراما فستیوال «بازجوی اصلی - جات وانگ جو-هیون!» | وانگ یو-می/وانگ جو-هیون           | ام‌بی‌سی           |
| ۲۰۱۴      | کشاورز مدرن                                     | هان یو-نا                         | اس‌بی‌اس           |
| ۲۰۱۵      | همه چیز خوبه (ko)                               | گوم جونگ-اون                      | کی‌بی‌اس۲          |
| ۲۰۱۶      | هی روح، بیا بجنگیم                              | میز (حضور افتخاری)                | تی‌وی‌ان           |
| ۲۰۱۷      | اعتراف زوجین                                    | یو بو-روم                         | کی‌بی‌اس۲          |
| ۲۰۱۸      | همیشه سبز                                       | دوست‌دختر اوه گا-نا (حضور افتخاری) | اوسی‌ان           |
| ۲۰۱۸      | فرزندان خدای کوچکتر                             | اوم یون-هوا                       | اوسی‌ان           |
| ۲۰۱۸      | خاطرات الحمرا                                   | کو یو-را                          | تی‌وی‌ان           |
| ۲۰۱۹      | لِوِل آپ                                          | شین یون-هوا                       | ام‌بی‌ان/دراما اکس |
| ۲۰۲۰–۲۰۲۱ | داستان عشق خانگی                                | جانگ سو-آه                        | کی‌بی‌اس۲          |
| ۲۰۲۲      | نفوذی                                           | انی استیونس                       | جی‌تی‌بی‌سی         |